# جيمس هنري فورمان
جيمس هنري فورمان هو طيار كندي، ولد في 1 فبراير 1896 في Kirkfield ‏ في كندا، وتوفي في 4 أكتوبر 1972 في سانتا باربارا في الولايات المتحدة.